# SN 2000ev
SN 2000ev – supernowa typu IIn odkryta 27 listopada 2000 roku w galaktyce UGC 3500. W momencie odkrycia miała maksymalną jasność 16,50m.